# Активна поверхня
Активна поверхня — поверхня радіотелескопа, форма якої знаходиться під активним комп'ютерним контролем.
Великі (більш як 10 м у діаметрі) радіотелескопи завжди згинаються під час роботи через їхню велику вагу та той факт, що навіть найміцніші матеріали не є ідеально жорсткими. Цей вигин порядку кількох міліметрів не сильно впливає на роботу на низьких частотах, але різко знижує ефективність телескопа на високих частотах, де хвилі мають довжину порядку цього викривлення. Як правило, ефективність телескопа помітно падає, коли відхилення від бажаної форми становить більше ніж 1/10 довжини хвилі. Активна поверхня використовує численні невеликі приводи для переміщення поверхневих панелей стосовно базової рами та, таким чином, підтримки правильної форми антени.
Активна поверхня може компенсувати багато різних типів деформацій. Перша — гравітація — є найпростішою, оскільки попередні вимірювання або навіть теоретична модель можуть бути використані для прогнозування і виправлення будь-якого вигину. Більш складною є корекція вітрових і теплових деформацій, оскільки вони вимагають вимірювання та корекції в режимі реального часу.
Деякі приклади активних поверхонь:
- Грін-Банкський телескоп
- Великий міліметровий телескоп[en]
- Сардинський радіотелескоп
- Радіообсерваторія Ното

Китайський радіотелескоп FAST використовує унікальну форму активної поверхні, не лише виправляючи помилки, але й застосовуючи відхилення до 47 см, щоб навести та сфокусувати телескоп.